# Seve van Ass
Seve van Ass, född den 10 april 1992 i Rotterdam, är en nederländsk landhockeyspelare. Han är son till den före detta landhockeyspelaren Paul van Ass.

## Karriär
Seve van Ass har spelat över 200 landskamper för Nederländerna. Han ingick i Nederländernas landhockeylag vid OS 2016 och vid OS 2020 samt i det lag som tog guld vid OS 2024.